# Rudolf August Nolte
Rudolf August Nolte (* 8. Januar 1703 in Schöningen; † 14. September 1752 in Wolfenbüttel) war ein braunschweigischer Jurist und Lokalhistoriker.

## Leben und Wirken
Rudolf August Nolte war ein Sohn von Paul Martin Nolte (* 1668), Rektor des Schöninger Gymnasiums, aus dessen zweiter Ehe mit Elisabeth Dorothea Büttner. Nach der Ausbildung am Gymnasium studierte er ab 1722 an der Universität Helmstedt Rechtswissenschaft, beschäftigte sich daneben mit Geschichte und gab noch als Candidat der Rechte 1727 eine „Geschlechtsgeschichte der von Veltheim“ heraus.
Neben seiner Tätigkeit als Advokat in Wolfenbüttel veröffentlichte er verschiedene juristische und historische Abhandlungen. Eine 1741 veröffentlichte Abhandlung, in der er die preußischen Ansprüche auf Schlesien und die Lausitz vertrat, wurde in Helmstedt und Sachsen konfisziert und Nolte zu Arrest verurteilt. Von preußischer Seite wurde ihm das Betreten des brandenburgischen Gebietes untersagt. Doch einige Monate später wurde das Urteil aufgehoben.
Nolte siedelte in das brandenburgische Harbke über und ordnete das Archiv der Familie von Veltheim, das 1731 durch einen Brand in Mitleidenschaft gezogen worden war. Nach 6 Jahren wurde er am 16. Januar 1748 als Registrator am herzoglichen Landeshauptarchiv in Wolfenbüttel angestellt, um hier insbesondere die Prozessakten zu betreuen.

## Werke (Auswahl)
- Herausgeber der Briefsammlung Commercium Litterarium Clarorum Virorum. Braunschweig, Band 1 1737, Band 2 1738 (Online-Ausgabe)
- Summaria recensio praetensionum sacrae regiae Maiestatis Prussicae, […], et Marchionis Brandenburgensis in quosdam Silesiae et Lusatiae tractus filo historico deducta. Wolfenbüttel 1741.